# Catonvielle
Catonvielle é uma comuna francesa na região administrativa de Occitânia, no departamento de Gers. Estende-se por uma área de 3,07 km². Em 2010 a comuna tinha 99 habitantes (densidade: 32,2 hab./km²).